# Aragonès ansotà
L'Aragonès ansotà és el dialecte de l'aragonès que es parla a la vall d'Ansó inclosos els municipis d'Ansó, Biniés i Fago. Ansó figura a l'ALEANR amb les sigles Hu 101.

## Fonètica
La -r final no es pronuncia a Ansó però sí a Fago.
Es manté la -d- intervocàlica en casos que no són gaire comuns en aragonès occidental: odir ("oyir", "sentir").

## Morfologia
El sistema d'articles més comú i millor documentat en ansotà és el de l'aragonès general o, os, a, as no obstant això fa poc que se n'ha documentat l'ús del sistema més antic lo, los, la, las, com a l'Aragonès Jaquès en determinats contexts:
- fendo lo fatuo
- le'n diremos a la ermana

El verb haver com impersonal en (b) i ha, (b) i heba de l'aragonès general ja substituït per estar:
- bi está agua
- bi estaba agua

Existeix una desinència personal de primera persona -n'en els passats imperfectes d'indicatiu, passats imperfectes de subjuntiu i condicionals:
- yo febai.
- yo tenebai.

És l'única varietat de l'aragonès actual que conserva aquesta característica, (es creu que el gistaví febe, tenebe n'és una evolució, AI > e), però el més notable és que ho trobem en el castellà de substrat aragonès de Embún, Salvatierra d'Esca, Longars, Uncastiello, Luesia i Malpica d'Arba i en el castellà del nord-est navarrès (al voltant d'Eslava) s'emprava també (teníai), per això podria ser una característica del romanç navarrès medieval, perdut de tot.

## Lèxic
La paraula monín, monina és diminutiu de mono i significa polit, bell, i coincideix amb el vocatiu que es fa servir en el Baix Martín coexistint amb aragonès, sobre tot en l'afirmació si monín.